# Leibniz Rechenzentrum
Le Leibniz Rechenzentrum est un centre de données, de calculs, de recherches et d'étude informatique utilisé à la fois par l'Académie bavaroise des sciences et l'université de Munich. Il est situé à Garching bei München près de Munich.
Le centre de données et de calcul de Leibniz possède un équipement informatique de pointe avec de nombreux superordinateurs. Le centre Leibniz emploie plus de 150 membres de personnels qualifiés. Les nouveaux bâtiments furent opérationnels en 2006. Ils couvrent une superficie de 10 000 m2 dont 5 000 m2 pour l'institut et 5 500 m2 dans un bâtiment cubique accueillant une salle de conférence et de séminaires. 
Il est nommé en hommage au philosophe, mathématicien et scientifique allemand Gottfried Wilhelm Leibniz.